# Автошлях E27
Європейський маршрут Е27 — європейський автомобільний маршрут категорії А, що з'єднує міста Бельфор (Франція) й Аоста (Італія). Довжина маршруту — 328 км.

## Міста, через які проходить маршрут
Маршрут Е27 проходить через 3 європейські країни:
- : Бельфор - Бермон - Дель -
- : Корнол - Мутьє - Таванн - Біль - Лис - Уртен-Шьонбюль - Берн - Веве - Монтре - тунель під  Великим Сен-Бернаром -
- : Аоста

Е27 пов'язаний з маршрутами
- E60
- E25
- E62

## Фотографії

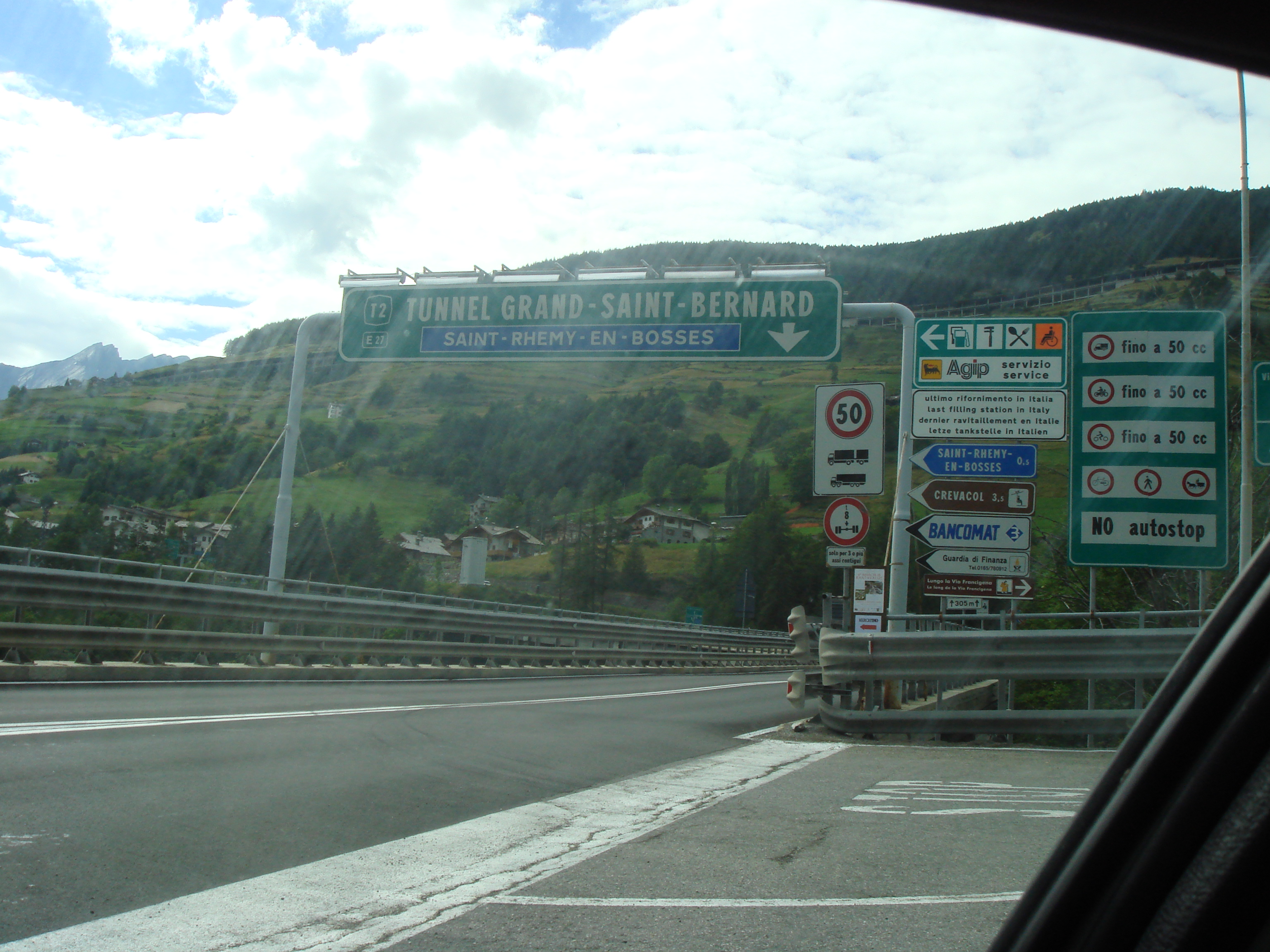
В'їзд у тунель під Великим Сен-Бернаром (Сен-Ремі-ан-Босс)
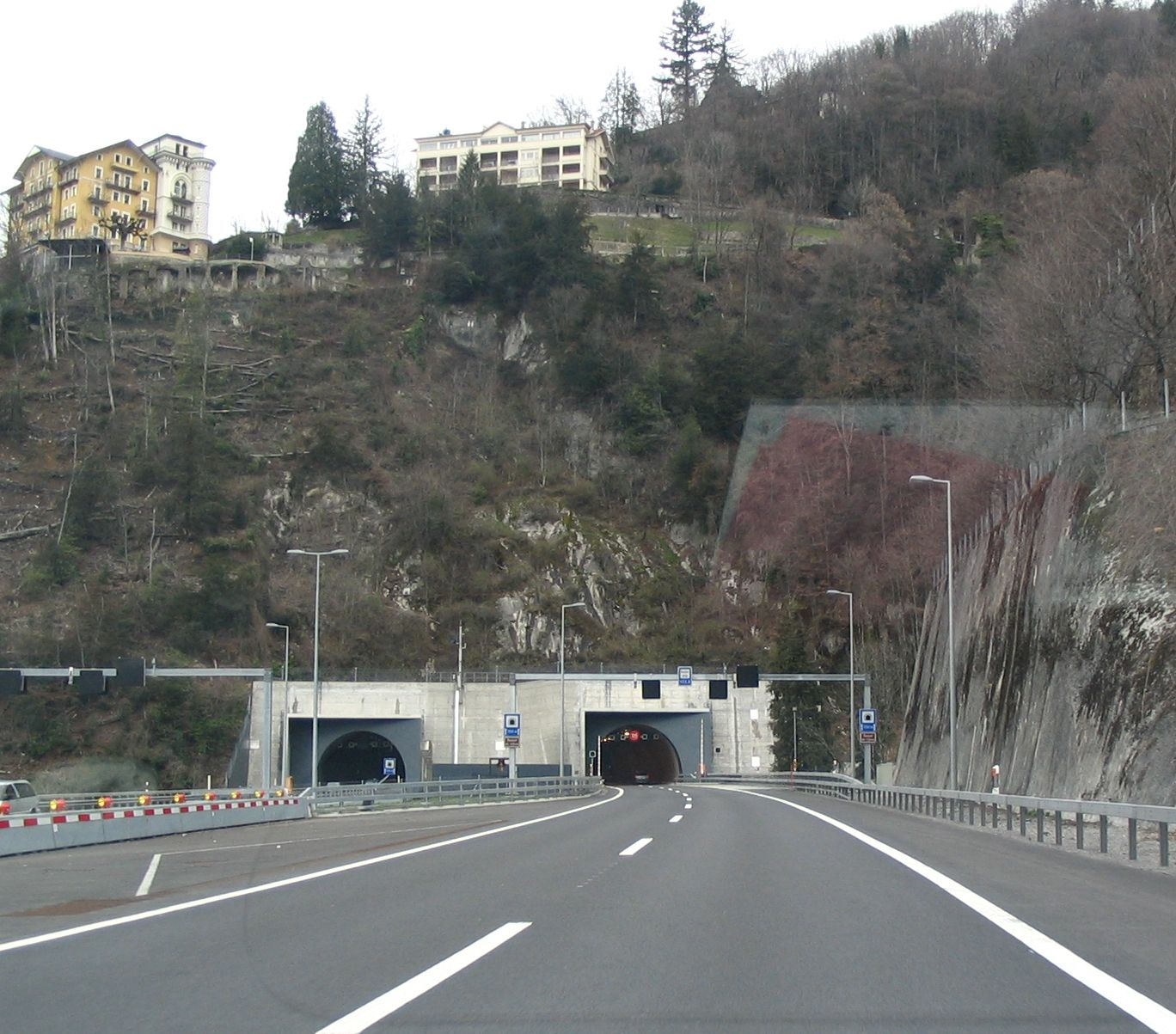
Тунель поблизу Монтре

## Див. Також
- Список європейських автомобільних маршрутів
- Автомагістралі Франції